# Globine (Comic)
Globine ist eine Schweizer Kinderbuch-Figur.
Globine tritt in  Comics und Hörspielen für Kinder auf. Die Comics erscheinen im Globi Verlag.

## Aussehen
Globine ist eine Art Papagei-Mensch mit blauem Körper, gelbem Schnabel, weissem T-Shirt und rot-schwarz gestreifter Hose. In den ersten Bänden bis 1995 trug sie noch eine rote Hose und ein schwarz-weiss kariertes Shirt. Bei den Hörspielen wurde sie zuerst von Bella Neri gesprochen. Heutzutage spricht Brigitte Schmidlin diese Rolle.

## Geschichte
Globine ist als weibliches Pendant zum im selben Verlag erscheinenden Globi angelegt. Das erste Buch erschien 1988.

## Liste der Globine-Bücher
Einige Folgen sind auch als Hörspiel erschienen.
| Nr. | Titel                                    | Jahr | Illustrator/en    | Texter          | Hörspiel |
| --- | ---------------------------------------- | ---- | ----------------- | --------------- | -------- |
| 01  | Globine im Zoo                           | 1988 | Anne Christiansen | Thomas Wendelin | Ja       |
| 02  | Globine im Schnee                        | 1989 | Anne Christiansen | Thomas Wendelin |          |
| 03  | Globine bei der Swissair                 | 1990 | Anne Christiansen | Thomas Wendelin | Ja       |
| 04  | Globine auf dem Bauernhof                | 1992 | Anne Christiansen | Thomas Wendelin |          |
| 05  | Globine in der Südsee                    | 1993 | Anne Christiansen | Walter Roth     | Ja       |
| 06  | Globine hilft den Tieren                 | 1995 | Anna Huber Jenny  | Walter Roth     |          |
| 07  | Globine und die verschwundenen Pferde    | 2015 | Samuel Glättli    | Sibylle Aeberli | Ja       |
| 08  | Globine und der Zirkus                   | 2016 | Samuel Glättli    | Sibylle Aeberli | Ja       |
| 09  | Globine und das Kuhrennen                | 2017 | Samuel Glättli    | Sibylle Aeberli | Ja       |
| 10  | Globine und die geheimnisvolle Burgruine | 2018 | Samuel Glättli    | Sibylle Aeberli |          |
| 11  | Globine und das Flussungeheuer           | 2019 | Samuel Glättli    | Sibylle Aeberli |          |
| 12  | Globine in der Stadt                     | 2021 | Samuel Glättli    | Sibylle Aeberli |          |
| 13  | Globine und die Vögel                    | 2022 | Samuel Glättli    | Sibylle Aeberli |          |
| 14  | Globine und der Heissluftballon          | 2023 | Samuel Glättli    | Samuel Glättli  |          |
| 15  | Globine baut eine Bibliothek             | 2024 | Samuel Glättli    | Samuel Glättli  |          |
| 16  | Globine fährt ans Meer                   | 2025 | Samuel Glättli    | Samuel Glättli  |          |